# Der Schuh des Manitu
Der Schuh des Manitu (slovensko Manitujev čevelj) je nemški komični film iz leta 2001.
Sam film je parodija na vestrne; za osnovo je filmski režiser, scenarist, producent in igralec, Michael »Bully« Herbig, vzel pustolovske zgodbe Karla Maya. Danes velja za enega najbolj uspešnih nemških filmov vseh časov.